# 단게 겐조
단게 겐조(일본어: 丹下健三 탄게 켄조[*], 1913년 9월 4일 ~ 2005년 3월 22일)는 일본의 건축가, 도시계획가이다. 일급건축사(등록번호 제15182호). 위계훈등은 종삼위훈일등서보장, 문화훈장 수훈. 프랑스 정부로부터 레지옹 도뇌르 훈장 수훈. 가톨릭 신도(세례명은 요셉).
일본에서는 '세계의 단게'로 불렸던 것처럼 일본인 건축가로서 가장 빠르게 일본 국외에서도 활약하여 세계적 인지도를 얻은 인물 가운데 하나. 제2차 세계대전 부흥 후부터 고도경제성장기에 걸쳐 수많은 국가 프로젝트에 손을 뻗쳤다.
일본의 근대건축은 제2차 세계대전 전에도 서양선진제국(西洋先進諸国)과 비교해도 손색이 없을 정도의 레벨에 도달하였으나, 단게의 도쿄 올림픽 국립옥내종합경기장(요요기 체육관)에 의해 처음으로, 명확하게 세계적 톱 레벨로 추어올려졌다고 말할 수 있다. 그 이후 일본건축계가 비서양제국(非西洋諸国)의 테두리를 넘어 질과 양 모두에서 세계의 건축계 가운데서도 걸출한 지위를 구축할 길을 후진에 열어주었다고 해도 좋을 것이다. 제2차 세계대전 후의 일본건축계의 중진으로서 쇼와라는 시대의 국가적 프로젝트를 계속해서 짊어지고 간 건축가이며, 고도성장이 끝나고 개발이 일단락된 오사카 만박 이후, 그 활약의 장은 필연적으로 중동이나 아프리카, 또는 동남아시아의 개발도상국으로 옮아갔다. 유일한 예외라고 하면 이탈리아이다.
스스로 아이디어를 제출하고, 그것을 단순히 스태프에게 도면화시키는 것이 아니라, 건축설계의 오케스트레이션이라고 할 수 있는 프로덕션제를 도입하여 협동으로 설계하는 수법을 확립했다. 이에 따라 후년 단게의 아래서 오타니 사치오, 아사다 다카시, 오키 다네오, 마키 후미히코, 가미야 고지, 이소자키 아라타, 구로카와 기쇼, 다니구치 요시오 등 수많은 우수한 인재가 배출되었다. 그러나 반면, 특히 1980년 이후의 작품에 있어서는 독창성이 희생당했다는 비판이 있기도 하였다.

## 어린 시절
1913년 단게 도키요(丹下辰世)와 데이(テイ)의 삼남으로서 오사카부 사카이시에서 태어났다. 스미토모은행의 사원이던 아버지의 전근으로 인하여 태어나기 무섭게 중국 한커우에 옮아갔다. 수년 후 다시금 상하이의 영국 조계에 옮아 살았다.
1918년 상하이 일본심상소학교에 입학한다. 1920년 아버지의 출신지인 에히메현 이마바리시에 가족이 이주하였다. 이마바리의 제2심상소학교(현재의 이마바라시립 후키아게 소학교)에 편입. 1926년 구제 이마바라 중학(현재의 이마바라니시 고교)에 입학. 1930년 이마바라 중학 4년 수료(월반)로 구제 히로시마 고교 이과갑종에 진학하였다. 동교의 도서실에서 본 외국잡지의 르 코르뷔지에에 대한 기사를 읽고 감명을 받아 건축가를 목표하게 되었다. 르 코르뷔지에를 통하여 잠깐 경도되었던 마르크스주의에서 실재주의로 전향하였다.
1933년에서 1934년까지 도쿄제국대학 건축과 수험에서 2번 실패를 맛본다. 도호쿠제국대학 금속학과에 매년 1~2명의 결원이 나온다고 들어 수험을 보았으나 단게가 수험을 받은 해에는 우연히 1명만 정원을 초과하여 단게만 낙제한다. 징병을 회피하기 위하여 일본대학예술학부 영화학과에 재적하였으나 등교는 거의 하지 않았고, 발레리, 지드, 프루스트, 도스토옙스키, 헤겔, 하이데거를 탐독하고, 명곡 끽다(클래식을 틀어주는 카페)에서 친구들과 의논하거나 바에 출몰하거나 하였다. "어째서 2년간 그랬냐고 말한다면, 다감한 청춘시대, 정열을 가지고 맞붙을 대상이랄 게 어떡해도 문학이라든가 예술이라든가에 편중되고 말으니까, 라고 일단은 말해두겠다." 단게는 또한 "일본대학의 영화과에는 적을 두기만 한 채로 끝을 내었다. 그러나, 나는 영화에는 크게 흥미를 가지고 있었으므로, 그 무렵에 주기적으로 들었던 '종합예술'에 몰두해볼까 생각했던 적이 있었던 것도 사실이다."라고 이야기한다. 동시기 일본대예술학부에는 구로사와 아키라가 있었다 하는 자료도 있다.
1935년 도쿄제국대학 공학부 건축과에 입학. 우치다 요시카즈, 기시다 히데토, 무토 기요시에 사사하였다. 1학년 위로는 다치하라 미치조가 재적하고 있었다. 1938년 도교제국대학 공학부 건축과에서 다쓰노상을 수상하였다. 도쿄제국대학 공학부 건축과 졸업 후 마에카와 구니오 건축사무소에 입소한다.

## 건축가로서
1939년 단게는 잡지 《현대건축》에 논문 〈미켈란젤로 송 -르 코르뷔지에론의 서설로서-〉(ミケランジェロ頌-ル・コルビュジエ論への序説として-)를 발표하고 이어 1941년 마에카와 구니오 건축설계사무소에서 기시 기념체육회관의 설계를 담당하였으나, 그 이름을 떨치게 된 것은 1942년 대동아건설기념영조계획경기에서, 또 1943년 재반곡 일본문화회관 설계경기에서 잇따라 1위를 따낸 일에서였다. 특히나 대동아건설기념영조물경기에서의 단조의 안 〈대동아도로를 중축으로 하는 기념영조계획 -주로서 대동아건설충령신역계획-〉(大東亜道路を主軸としたる記念営造計画-主として大東亜建設忠霊神域計画-)은 휴먼 스케일을 아득히 뛰어넘은 플랜으로 요코야마 다이칸풍의 일본화를 연상시키는 그 퍼스펙티브(투시도)로 하여 후세까지 사람들의 기억에 남게 되었다. 다만 본래 건축학회의 젊은이를 대상으로 한 수수한 현상행사였으므로 도저히 실시안이 되기에는 무리가 있었다.
1941년 도쿄제국대학 대학원에 입학하여 다카야마 에이카의 연구실에 들어갔다.
동시기의 대학원 시대부터 제2차 세계대전 후를 조금 지나는 기간 동안 주로 도시 계획의 연구·업무에 종사하였다. 인구밀도나 교통현상, 도시 디자인 등의 연구를 계속하여 그 성과를 제2차 세계대전 후에 일본건축학회에 발표하여 후에 그것을 바탕으로 1959년 박사칭호(博士号) 학위 논문 〈도시의 지역구조와 건축형태〉(都市の地域構造と建築形態)로 정리해 내놓는다. 또한 1946년 8월 도쿄대학 조교수에 취임하여는 후쿠시마시의 의뢰에 따른 후쿠시마 지구 도시계획과 다치카와 기지 적지(跡地)의 문화도시설계, 홋카이도 왓카나이시의 도시계획(1950년에서 52년까지) 따위에 손을 댔다. 그 와중에 1948년에는 〈건축을 둘러싼 제문제〉(建築をめぐる諸問題), 이태 후 1950년에는 경제안정본부 자원조사회 사무국 지역계획반의 의뢰에 따라 〈지역계획의 이론〉(地域計画の理論)이라는 2개의 계획관련 연구 소논문을 집필하고 있었으며, 전재 부흥사업의 일환으로 행하여진 도쿄도 도시계획경기 및 문교도시계획, 1947년부터 전재부흥원(이후의 건설성. 현재의 국토교통성)에 따른 각지의 전재부흥도시계획에 참가하였다. 당초에 담당했던 것은 군마현 마에바시시와 이세사키시였다.
히로시마에 원폭이 투하된 1945년 8월 6일 아버지가 위독하다는 소식을 접하고 고향길에 올랐으나 잿더미로 화하여 흔적도 없이 사라진 생가에 도착한 이튿날 7일, 아버지는 이미 2일에 타계한 것과, 또한 히로시마에 대한 원폭투하와 같은 날에 실시된 이마바리시를 향한 공습으로 인하여 사랑해 마지않는 어머니 역시 동시에 돌아갔음을 알게 된다. 궤멸적 피해를 당한 히로시마는 외국의 잡지에서 르 코르뷔지에의 소비에트 팰리스 계획안을 만나 건축가를 지망하게 된 추억의 장소이기도 하였다. 그 히로시마의 부흥계획이 전재부흥원에서 도마 위에 올랐음을 알고 잔류방사능의 위험성이 저어되었음에도 불구하고 다네는 지원하여 담당을 신청한다. 아사다 다카시, 오타니 사치오를 비롯한 동대의 연구실의 스태프들과 더불어 1946년 여름 히로시마를 방문하여 도시계획업무에 종사하였다. 그 성과는 히로시마시 주최 히로시마평화기념공원 콘페에 참가했을 때 훌륭히도 1위에 입선하는 형태로 결실된다.
다른 설계안이 공원 안만을 고려한 설계안에 그친 데 비하여 단게는 히로시마시를 동서로 관통하는 평화대로(폭 100 m, 길이 4 km에 이르는 통칭 100 미터 도로)와 직교하는 남북축선상에 위령비와 원폭 돔을 자리시켜, 그 계획안의 도시적 스케일이 콘페에서 높이 평가되었다. 히로시마 부흥계획에 있어 이 시가지를 십자형으로 관통하는 도시축을 통하여 제2차 세계대전 이후 히로시마시의 골격을 세운 것은 단게라고 해도 과언이 아니다. 또한 이로써 당시에 단순히 일개 폐허에 불과했던 원폭 돔에 스포트라이트를 비추고 중심성을 가진 도시공간으로서의 히로시마를 재건한 결과 랜드마크로서의 '원폭 돔'을 발견한 것은 사실상 단게라고 해도 괜하지 않다.
실제로 1966년 7월 히로시마 의회에서 만장일치로 그 영구보존이 결정될 때까지, '원폭에 의한 참화의 증인으로서 보존해야 한다'는 의견과 '위험물이면서 피폭의 참사를 상기시키고 싶지 않으므로 해체해야 한다'는 의견이 대립하고 있었다. 그러나 오늘날에 와서 보면, 일청전쟁 당시 대본영이 설치되어 임시수도가 된 바 있으며, 메이지 이래 히로시마성을 이고 광대한 서연병장을 도심부에 안은 군도(軍都)로서 발전해온 히로시마시가 평화도시 히로시마로 재생하기 위하여는 히로시마성을 대신하는 새로운 상징적 유구가 그곳에 설정될 필연성이 분명히 있었으며(원폭으로 도괴소실된 히로시마성이 재건된 것은 1958년의 일이다), 그것을 간파해낸 단게는 도시계획가로서의 선견성을 가졌다고 평가할 수 있을 것이다.
동시기 제2차 세계대전 이후의 일본건축계의 개막을 고하는 당시 일본 최대급의 콘페였던 세계평화기념성당의 건축경기설계에서도 중목을 모았으나, 시공주인 가톨릭교회가 단게의 안과 유사한 오스카르 니에메예르 설계의 브라질 팜풀랴의 성 프란체스코 예배당에서 볼 수 있는 포물선 모양의 셸 구조가 지니는, 그 비종교·전통적 형태와 음향의 나쁨을 싫어하여 단게의 안은 불채용되었다(1등 없는 2등 당선). 후에 그 실시를 콘페의 심사위원의 일인으로 코르뷔지에파인 단게 안을 혹평한 표현파 무라노 도고가 담당하게 되어 일본건축계에 일대 스캔들이 되기도 했다.
이러한 경위로 인하여 자재가 바닥난 제2차 세계대전 시대 및 대전 종결 직후에 젊은 시절을 보낼 수밖에 없었던 단게 겐조에 있어서 히로시마 평화기념자료관은 사실상 데뷔작이라고 할 수 있다. 치장 콘크리트의 단정한 프로포션을 도시적 스케일의 필로티로 대지에서 가뿐히 들어올림으로써 히로시마의 초토(焦土)에서의 부흥을 강력하게 인상에 남겨 제2차 세계대전 후 일본건축은 여기서부터 시작되었다고 말할 정도의 기념비적 작품이 되었다. 코르뷔지에의 스위스 학생회관이나 소비에트 팰리스 계획, 또한 유니테 다비타시옹의 영향 뿐만 아니라 호류지나 이쓰쿠시마 신사의 가람배치, 또한 쇼소인·이세신궁·가쓰라리큐 등 일본건축의 정화에 디자인 소스를 구하는 이런 일련의 히로시마 피스 센터의 건축으로 하여 서양기원의 모더니즘과 일본건축의 전통양식은 처음으로 기념비적 레벨로 결정(結晶)되었으며, 단게는 이 히로시마 설계를 가지고 CIAM(근대건축국제회의)에 참가하여 그 이름을 일본 국외에 알리게 되었다.
아울러 단게는 이 사업에 이사무 노구치를 강하게 밀어주어 참가시켰으나, 당시 건축성의 히로시마 평화기념도시건설전문위원회 위원장이자 단게의 은사인 기시다 히데토가 '원폭을 떨어뜨린 바로 그 아메리카인의 손에 의하여, 폭사자가 위령이 될 수 있는가' 하는 강한 반대 의견에 따라 위령비는 노구치의 디자인이 기각되어 단게 자신이 담당하게 되었다. 단게는 기시다 패에 대한 불쾌감과 노구치에 대한 미안함도 있고 하여 노구치의 디자인을 거의 그대로 유용하여, 자기자신의 당초의 구상으로 되돌아가 하니와 집의 지붕 모양으로 디자인하였으나 결과적으로 보면, 위령 시에 노구치의 작품이 되는 모뉴멘틀성 강한 오브제를 빌으는 형태가 되는 것이 아니라 사람들이 위령비를 상대하였을 때 시선 앞에 원폭 돔이 자연히 틈으로 보이는 모양이 되어 평화공원은 단순한 위령시설이 아닌 평화를 기념하는 '평화를 만들어내기 위한 공장'이어야만 한다는 단게의 건설이념은, 그 디자인의 변경에 의해 보다 명확해졌다. 여기서부터 후일 이 시설은 피스 센터로 불리게 되었다.
1954년 일본건축학회작품상 수상. 이후로도 같은 상을 몇 번 수상한다(1955년, 1958년).
1958년 아메리카합중국 건축가협회(AIA) 제1회 범태평양상 수상.

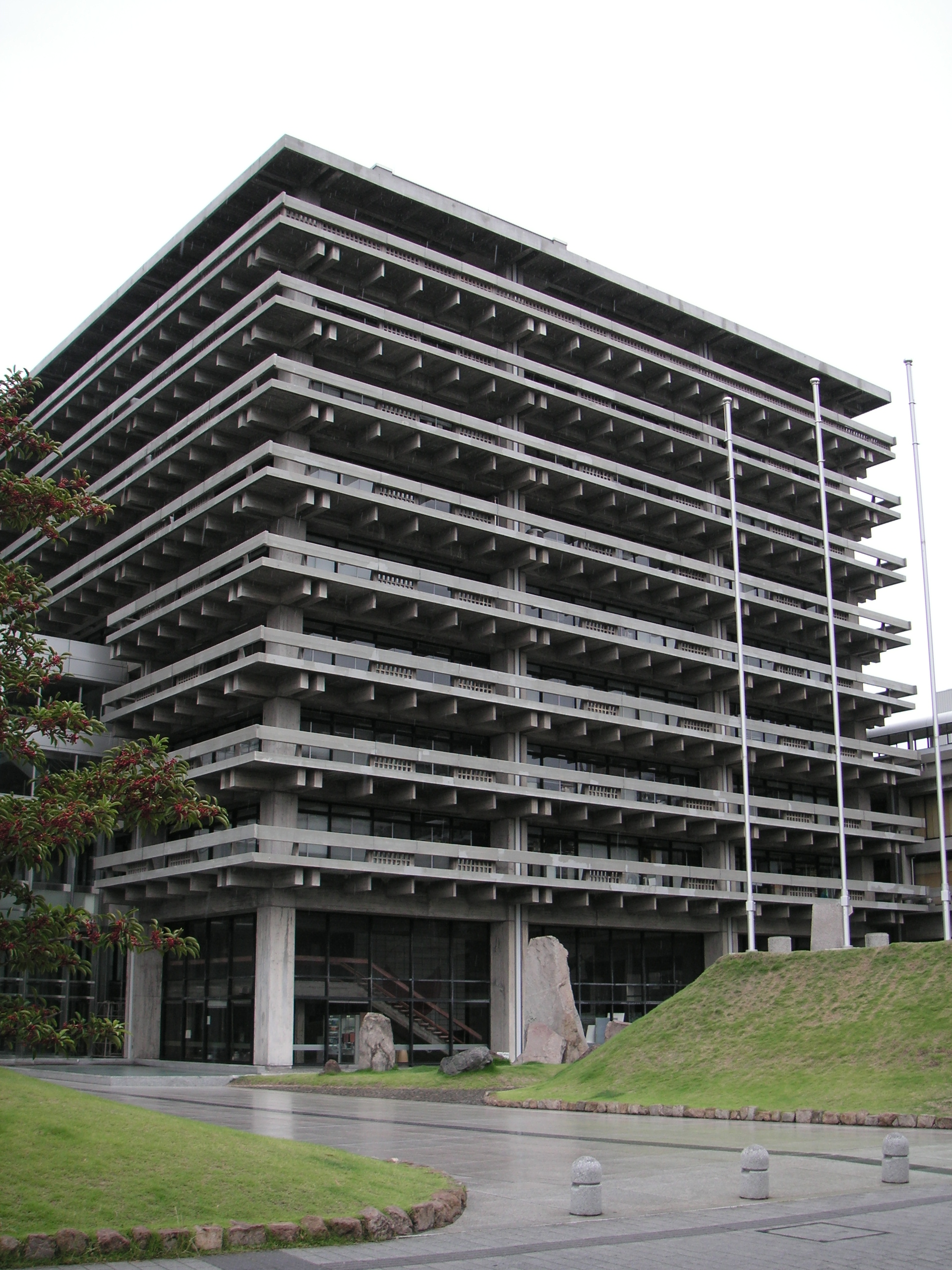
가가와현 청사

그 이후 스틸제 그리드의 샤프한 엣지를 보여준 구 도쿄 시청사와 일본전통목조건축의 기와리(일본의 전통적 목조건축에 있어 각 부분의 크기나 길이를 규정하는 규범 내지 원리. 서양건축에 있어 오더와 같은 것)를 콘크리트로 조밀히 재현한 가가와현 청사 등 이른바 히로시마 피스 센터와 싸잡혀서 초기 삼부작으로 불리는 걸작을 설계한다. 특히나 가가와현 청사는 제2차 세계대전 후 일본전국의 지방자치체 청사의 모델이 되기도 하였으며, 다수의 단게 건축 가운데서도 유일하게 빌딩 타입이 된 건축이다. 1961년 단게 겐조 도시·건축설계연구소(丹下健三・都市・建築設計研究所)를 설립. 동년 발표된 해상도시설계 〈도쿄계획 1960〉(東京計画1960)은 일본발의 도시계획의 효시로서 세계적으로도 평가가 높다. 단게는 평생에 걸쳐 '건축가로서 토탈하게 도시를 디자인하는 것'에 계속하여 정열을 가졌으며, 이것에 의거하여 도시적 관점에서 구상한 여러 가지 종합적 건축계획이 탄생했으며, 이 점이 동세대의 거장 건축가와 비교되는 두드러지는 차이이다.
1963년 신설된 도쿄대학 공학부 도시공학과 교수에 취임한다.
장년기의 단게는 일본 국외로부터 수입되어온 셸 구조며 절판구조 따위의 여러 가지 신기술과 건축의 신사조를 정력적으로 소화하면서, 1964년 도쿄 카테드랄 성 마리아 대성당과 도쿄 올림픽 국립옥내종합경기장(정식명칭은 국립 요요기 옥내종합경기장)에서 자신의 건축력의 정점에 이르게 된다. 양 작품 모두 당시의 최선단의 구조기술을 사용하면서도 독자적 발전을 보여 도쿄 카테드랄 성 대성당은 HP 셸 구조를 활용하고 국립옥내종합경기장에서는 장력구조(吊り構造)를 활용하여 구조와 형태를 고도한 차원으로 융합하면서 그 위에다 지고성까지도 표현하는 데 성공한 모던 디자인의 걸작이다. 전자는 현재 그리스도교회 건축 가운데 굴지의 것이며 후자는 코르뷔지에의 소비에트 팰리스안에서 매튜 노비키의 노스캐롤라이나 아레나를 거쳐 에로 사리넨의 예일대학 아이스 하키 링크에 이르는 흐름 속에서 장력구조의 결정타로서 완성작이라고도 평가되어 세계에 충격을 주었다.
특히나 도쿄 올림픽 풀의 평판은 대단하여 미국 수영선수단의 단장은 감격한 나머지 '나중에 자신의 뼈를 다이빙대의 밑에다 묻어다오'라고 요구하였다고 전해질 정도이다. 대회 후 국제올림픽위원회는 도쿄도 및 일본 올림픽 조직위원회와 더불어 단게 겐조를 특별공로자로서 표창하였다. 이것은 한 명의 건축가가 그 건축 표현이 가지는 힘에 의하여 국제사회에 미친 영향력의 크기에 있어서도 주최자인 행정이나 조직과 비견할 수 있음을 전세계에 실증한 것이다. 그 이후 단게 겐조의 이름은 세계의 사람들에 널리 퍼져 일본 국외의 빅 프로젝트에서도 여러 번 종사하게 되었다.
1965년 일본건축학회 특별상 수상. 영국 RIBA 골드 메달 수상.
1966년 동양인 최초로 AIA 골드 메달 수상.

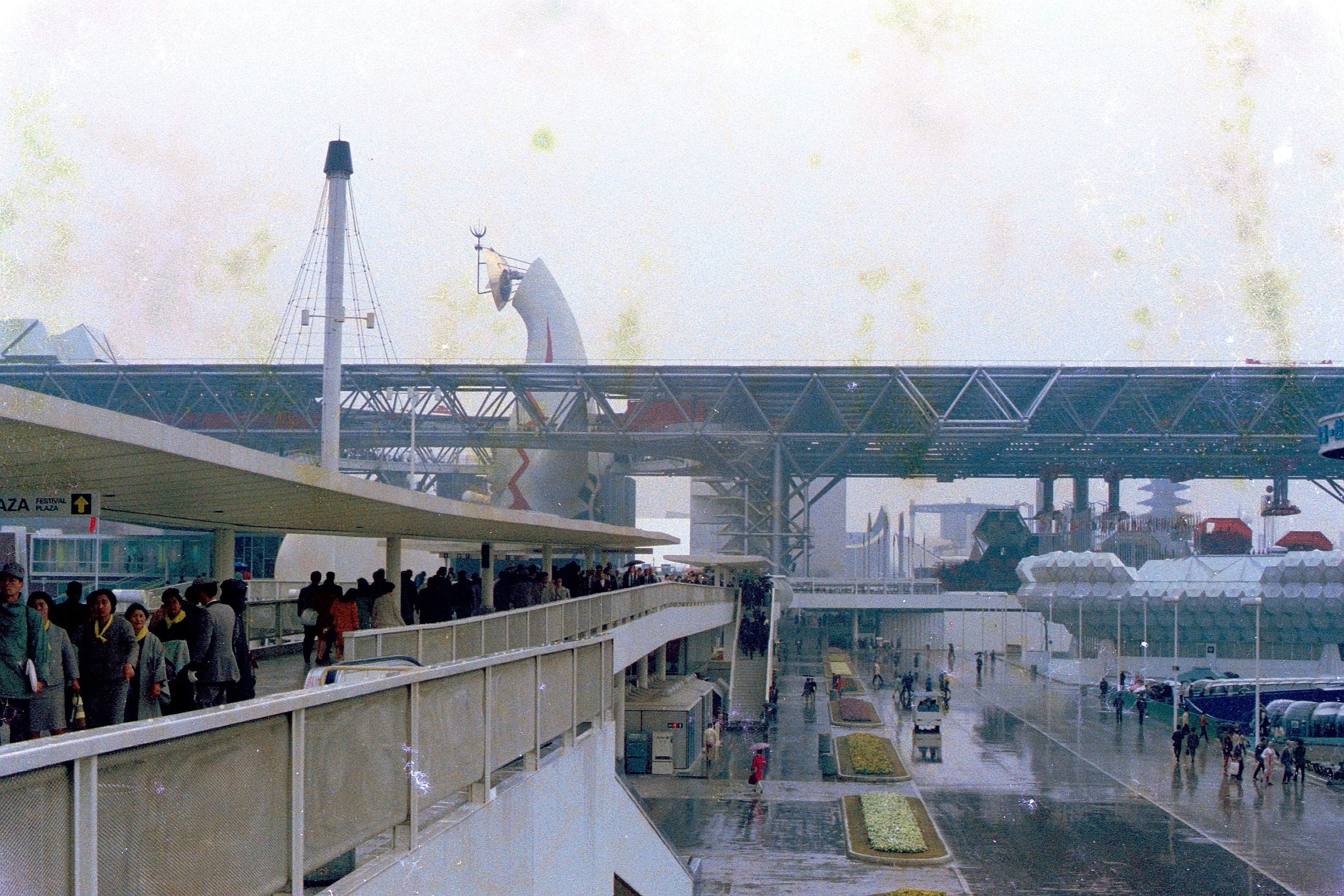
오사카 만박·오마쓰리 광장의 오야네

1970년 오사카 만박에서는 교토대학 교수 니시야마 우조와 함께 종합 프로듀서를 맡아 그 중심시설인 오마쓰리 광장의 설계도 담당하였다. '오야네'를 잭을 써서 선구적인 리프트 업 공법으로 추어올려 그것을 태양의 탑이 미어뜨려 우뚝 솟게 한다는 오카모토 다로와의 콜라보레이션은 지금에 이르러서도 이야깃거리가 되고 있다.
건축의 스타일은 본래 모더니즘 계통이었으며, 당초에는 포스트모던 건축을 단순한 의장이라고 비판하였으나, 만년에는 포스트모던의 경향도 수용한 도쿄도청이나 닛코 동조궁 객전·신사무소 따위 작품도 있다. 최후의 대작인 도쿄도 신청사는 고딕 건축인 파리의 노트르담 대성당의 쌍탑의 형태를 인용함과 더불어 외벽면을 복잡하게 요철(凹凸)시켜 음영을 짙게 하고, 더 나아가 외벽 PC판에 농담이 두 종류인 화강암을 박아넣음으로써 페이크이기는 하지만 일견 창문처럼 보이게 하여 실제의 창틀보다 더욱 잘게 나누는 디자인 처리에 의해 중후함을 연출하였다. 단게 자신의 말에 의하면, 격자문을 연상시키는 디자인으로 화풍을 느끼게 하는 동시에 정보화 시대를 IC(집적회로)의 그리드 패턴으로 상징시킨 데에 포스트모던성이 있다고 한다.
1970년 로마법왕청 성 그레고리오 대훈장 수훈.
1973년 프랑스 건축 아카데미 골드 메달 수상.
1974년 도쿄대학을 정년 퇴관하고 명예교수가 된다.
1976년 서독일 정부로부터 푸르 르 메리트 수훈.
1979년 이탈리아 국가유공훈장 코멘다토레 수훈.
1980년 문화훈장 수훈.
1984년 프랑스 예술문화훈장 코망되르 수훈.
1986년 일본건축학회대상 수상.
1987년 아메리카합중국 프리츠커상 수상. 신일본건축가협회 초대회장.
1993년 다카마쓰노미야 전하기념 세계문화상 건축 부문 수상.
1994년 훈일등서보장 수훈.
1996년 프랑스 레지옹 도뇌르 훈장 수훈.
2005년 3월 22일 심부전으로 91세에 서거하였을 때는 자신이 설계한 도쿄 카테드랄 성 마리아 대성당(가톨릭 세키구치 교회)에서 장례식이 이루어졌다. 장례식에서는 이소자키 아라타가 때때로 눈물에 목이 메이는 소리로 조사를 낭독하였다. 생전 가톨릭의 수선을 받았으며, 세례명은 성모 마리아의 남편으로 목수였던 요셉이었음이 이때 사람들에게 알려졌다.

## 참고 문헌
- 丹下健三・藤森照信 (2002). 《丹下健三》. 新建築社. ISBN 4-7869-0169-5.
- 丹下健三 (2011). 《人間と建築 - デザインおぼえがき -》 復刻版판. 彰国社. ISBN 978-4-395-01239-8.
- 丹下健三 (1997). 《丹下健三 - 一本の鉛筆から -》. 日本図書センター「人間の記録」. ISBN 4-8205-4300-8.
- 日経アーキテクチュア, 편집. (2005). 《丹下健三 - 時代を映した“多面体の巨人”-》. 日経BP社. ISBN 4-8222-0476-6.
- SD編集部, 편집. (1980). 《丹下健三1》. 現代の建築家. 鹿島出版会. ISBN 4-306-04115-8.
- SD編集部, 편집. (1984). 《丹下健三2》. 現代の建築家. 鹿島出版会. ISBN 4-306-04166-2.
- SD編集部, 편집. (1988). 《丹下健三3》. 現代の建築家. 鹿島出版会. ISBN 4-306-04237-5.
- SD編集部, 편집. (1991). 《丹下健三4》. 現代の建築家. 鹿島出版会. ISBN 4-306-04310-X.
- 《丹下健三を知っていますか？》. ムック. マガジンハウス. 2009. ISBN 978-4-8387-8558-2.
- “追悼・丹下健三”. 《Casa BRUTUS》 (マガジンハウス) 6 (6). 2005년 6월.
- “追悼・丹下健三”. 《新建築》 (新建築社) 80 (5). 2005년 5월. ISSN 1342-5447.
- 磯崎新 (1990). 《見立ての手法》. 鹿島出版会. ISBN 4-306-09315-8.
- 磯崎新 (2003). 《建築における「日本的なもの」》. 新潮社. ISBN 4-10-458701-X.
- 磯崎新 (2005). 《磯崎新の思考力》. 王国社. ISBN 4-86073-030-5.
- 平松剛 (2008). 《磯崎新の「都庁」- 戦後日本最大のコンペ -》. 文藝春秋. ISBN 978-4-16-370290-2.
- 井上章一 (2006). 《夢と魅惑の全体主義》. 文春新書. 文藝春秋. ISBN 4-16-660526-7.
- 飯島洋一 (1996). 《王の身体都市 - 昭和天皇の時代と建築》. 青土社. ISBN 4-7917-5450-6.
- 五十嵐太郎 (2006). 《美しい都市・醜い都市》. 中公新書ラクレ228. 中央公論新社. ISBN 4-12-150228-0.
- 越後島研一 (2003). 《現代建築の冒険-「形」で考える-日本1930〜2000》. 中公新書1724. 中央公論新社. ISBN 4-12-101724-2.
- 高階秀爾・鈴木博之・三宅理一・太田泰人, 편집. (1999). 《ル・コルビュジエと日本》. 鹿島出版会. ISBN 4-306-04381-9.
- 宮内嘉久 (2005). 《前川國男 賊軍の将》. 晶文社. ISBN 4-7949-6683-0.
- 建築三粋人 (1997). 《東京現代建築ほめ殺し》. 洋泉社. ISBN 4-89691-254-3.
- 桐敷真次郎 (2001). 《近代建築史》. 共立出版. ISBN 4-320-07662-1.
- 桐敷真次郎 (2001). 《西洋建築史》. 共立出版. ISBN 4-320-07660-5.
- ケネス・フランプトン (2002). 《現代建築史》. 번역 中村敏男. 青土社. ISBN 4-7917-6014-X.
- マンフレッド・タフーリ＆フランチェスコ・ダル・コ (2003). 《近代建築［2］》. 図説世界建築史16. 번역 片木篤. 本の友社. ISBN 4-89439-448-0.
- 濵井信三 (2006). 《原爆市長》 非売品（図書館で閲覧出来ます）/ 浜井信三『原爆市長-ヒロシマとともに二十年』朝日新聞社、1967年の復刻版판. 濵井順三・濵井文子・藤田加代子. ASIN B000JA71I0.
- 東琢磨 (2007). 《ヒロシマ独立論》. 青土社. ISBN 978-4-7917-6345-0.
- 安斎育郎, 편집. (2007). 《ヒロシマ・ナガサキ》. 立命館大学国際平和ミュージアム. 岩波書店. ISBN 4-00-130157-1.
- 中国新聞社メディア開発局出版部 (1995). 《被爆50年写真集 ヒロシマの記録》. 中国新聞社. ISBN 4-88517-219-5.
- 中国新聞ヒロシマ50年取材班 (1995). 《検証ヒロシマ1945-1995》. 中国新聞社. ISBN 4-88517-224-1.

### 내용주
1. ↑  대동아건설기념영조계획을 잘못하여 '조영'으로 표기하는 법도 많지만, 정확하게는 '영조'이다. 대동아건설기념영조계획의 구상은 20世紀日本建築・美術の名品はどこにある？「第4回レクチャーレポート1」으로. 또한 대동아건설기념영조계획안과 히로시마 계획과의 비교는 이곳을 참조키 바란다. 空のたね「広島平和記念公園デザインの起源 〈その２・補足〉」 보관됨 2013-07-30 - 웨이백 머신. YuMoKu REPORT 「広島ピースセンター１」 보관됨 2021-10-19 - 웨이백 머신.
2. ↑  丹下健三1997, 41쪽에는 "향리에서 '부친 돌아가심(チチシス)'의 전보가 왔다"고 기술되어 있으나, 丹下健三・藤森照信 2002, 112쪽의 단게의 인터뷰에서는 "8월 2일이었던가, 친부가 이마바리에서 위독하다는 알림을 받았습니다."고 되어 있다.
3. ↑  소비에트 팰리스(모형)의 그림. Penn History of Art　"Le Corbusier, project for the Palace of Soviets Competition, 1931."
4. ↑  일본적이면서 가톨릭적인 근대 그리스도 교회건축이라는 건축설계경기의 콘셉트에 대한 해답자로서는 결과적으로 보면 단게보다도 무라노 쪽이 적임이었을 것이다. 또한 무라노 본인은 설계료를 받기를 사퇴하였다.
5. ↑  히로시마 계획의 상세에 관하여는 이쪽을 참고 바람. arch-hiroshima「広島平和記念資料館 および平和記念公園」
6. ↑  検証ヒロシマ, 36-37쪽에서는 "(위원 안에서는) "원폭을 떨어뜨린 나라의 인간이 만든 위령비 따위"라고 말하는 사람이 있었습니다. 단게 씨는 딜레마에 빠져 최후에는 이사무에게 "제 힘으로는 도저히…"라며 손을 짚고서 형 이사무께 사죄했습니다."라고 기술한다. 또한 平松剛2008, 263쪽에서는 "단게는 히로시마 시장과 문제 해결을 위하여 분주하여 때로는 노구치 본인도 참가하여 건설대신에까지 호소해 보았으나 결정은 어떡해도 뒤집히지 않았다"고 기술되어 있다.
7. ↑  오브제(모형)의 그림. MONOMONO「モノから思い出」 "The Noguchi Museum. NY-12"
8. ↑  몇 번에 이르는 개수를 거쳐 풀 시설은 반항구적으로 체육 플로어로서 가구(仮構)되었으며, 오염이 눈에 띄는 노출콘트리트면을 도장하는 한편 특히나 인테리어에 있어서는 내부 공간을 다잡아 놓고 있던 다이빙대를 철거하는 등 왕년에 가지고 있던 지고성을 두드러지게 잃어버리고 있다 평가되어 건축계에서도 건설 당시의 멋을 보존하여 재현하라는 목소리가 있다. 예컨대 新建築2005-5「지고의 건축(至高の空間)」 마키 후미히코, 24쪽에서.
9. ↑  당연하지만 단게 혼자의 힘이 아니라 가미야 고지, 구조담당 쓰보이 요시카쓰, 가와구치 마에루 설비담당 이노우에 우이치, 오지마 도시오 등 많은 스태프의 협동의 덕분임은 말할 것도 없다. 특히 1953년 '히로시마 어린이의 집(広島子供の家)'부터 콤비를 이루어온 구조가 쓰보이 요시카쓰의 힘이 커서 구조설계의 스태프 안에서는 "저건 우리들이 디자인했다"고 단언한 사람이 몇 명이나 있었다 한다. 新建築2005-5, 23쪽.
10. ↑  동시기의 단게 설계에 의한 동형의 디자인인 싱가포르 OUB 플라자(일본어 위키백과의 主な作品・外観画像를 참고할 것)의 동안이 뜬 느낌과 비교대조하면 공공건축이면서 코스트가 너무 높다는 비판에도 불구하고 기념비성을 추구하여 화강암 박아넣기를 고집한 단게의 디자인 의도를 파악할 수 있을 것이다.

### 출전
1. ↑  例えば、Casa BRUTUS 2009、146、149頁。詳細はノートページの当該箇所で。
2. ↑  平松剛2008、170-172頁。
3. ↑  平松剛2008、283-284頁。
4. ↑  丹下健三＋藤森照信『丹下健三』（新建築社、2002）
5. ↑  草柳大蔵『新・実力者の条件』p.271（文藝春秋社、1972年）
6. ↑  井上章一2006、289-292頁。
7. ↑  丹下健三・藤森照信2002、118-127頁。
8. ↑  丹下健三1997、62頁。
9. ↑  丹下健三2011、248-249頁。
10. ↑  丹下健三・藤森照信2002、139-143頁。
11. ↑  丹下健三・藤森照信2002、142-143頁。
12. ↑  井上章一2006、297-298頁。
13. ↑  東琢磨2007、33-36頁。
14. ↑  ヒロシマの記録、137頁。
15. ↑  濵井信三2006、57-64頁。
16. ↑  丹下健三2011、247頁。
17. ↑  丹下健三1997、64-65頁。
18. ↑  丹下健三2011、259頁。
19. ↑  丹下健三2011、258-260頁。
20. ↑  丹下健三・藤森照信 2002、184頁。
21. ↑  Casa BRUTUS 2009、84頁。
22. ↑  Casa BRUTUS 2009、146頁。
23. 1 2  丹下健三・藤森照信 2002、326頁。
24. ↑  日経BP 2005、118頁。
25. ↑  「94年秋の叙勲　勲三等以上および在外邦人、外国人の受章者」『読売新聞』1994年11月3日朝刊